# Massacration
A Massacration egy brazil heavy metal együttes, amely a heavy metal műfajt parodizálja/szatirizálja. A zenekar fiktív együttesként indult, az Hermes e Renato című szkeccsműsorból származnak. Sikereik hatására „valódi” együttessé váltak, két albumot is piacra dobtak. 2009-es albumuk producere Roy-Z, aki több heavy metal együttessel is közreműködött (pl. Judas Priest, Iron Maiden).

## Tagok
- Detonator - ének
- Metal Avenger - basszusgitár, vokál, gitár
- Headmaster - gitár
- Jimmy "The Hammer" - dob, ütős hangszerek
- Red Head Hammet - basszusgitár, vokál

## Korábbi tagok
- Blonde Hammett (Fausto Funti) - vokál, ritmusgitár (elhunyt)[3] [4]

## Diszkográfia
- Gates of Metal Fried Chicken of Death (2005)
- Good Blood Headbanguers (2009)

## Egyéb kiadványok
- Metal is the Law (kislemez, 2006)
- Live at ShowLivre Estúdio (koncertalbum, 2009)
- Metal Milf (kislemez, 2017)
- Live Metal Espancation (koncertalbum, 2017)